# Hockey sur gazon aux Jeux olympiques d'été de 1976
Navigation
Munich 1972 Moscou 1980
Le tournoi masculin de hockey sur gazon aux Jeux olympiques d'été de 1976 se tient à Montréal, au Canada, du 18 au 30 juillet 1976. L'ensemble des matchs ont lieu au sein du Stade Percival-Molson. Il s'agit de la treizième édition de ce tournoi depuis son apparition au sein du programme olympique lors des Jeux de 1908 ayant eu lieu à Londres. Mais il s’agit de la première édition se déroulant sur un terrain en gazon synthétique, ce qui a entraîné une modification technique et tactique du jeu, et un bouleversement de la hiérarchie mondiale, auparavant dominée par l’Inde et le Pakistan.

## Premier tour

### Groupe A

#### Classement
| Rang | Équipe    | Pts | J | G | N | P | Bp | Bc | Diff |
| ---- | --------- | --- | - | - | - | - | -- | -- | ---- |
| 1    | Pays-Bas  | 10  | 5 | 5 | 0 | 0 | 11 | 3  | +8   |
| 2    | Australie | 6   | 5 | 3 | 0 | 2 | 14 | 6  | +8   |
| 3    | Inde      | 6   | 5 | 3 | 0 | 2 | 12 | 9  | +3   |
| 4    | Malaisie  | 4   | 5 | 2 | 0 | 3 | 3  | 7  | -4   |
| 5    | Canada    | 2   | 5 | 1 | 0 | 4 | 4  | 11 | -7   |
| 6    | Argentine | 2   | 5 | 1 | 0 | 4 | 4  | 12 | -8   |

### Groupe B

#### Classement
| Rang | Équipe               | Pts | J | G | N | P | Bp | Bc | Diff |
| ---- | -------------------- | --- | - | - | - | - | -- | -- | ---- |
| 1    | Pakistan             | 7   | 5 | 3 | 1 | 0 | 16 | 6  | +10  |
| 2    | Nouvelle-Zélande     | 6   | 5 | 2 | 2 | 1 | 7  | 8  | -1   |
| 3    | Espagne              | 4   | 5 | 1 | 2 | 2 | 9  | 8  | +1   |
| 4    | Allemagne de l'Ouest | 3   | 5 | 1 | 1 | 2 | 10 | 10 | 0    |
| 5    | Belgique             | 2   | 5 | 1 | 0 | 3 | 5  | 15 | -10  |

## Phase finale
The New Zealanders, captained by Tony Ineson, began with 1-1 draws against defending champions West Germany and Spain.
They then had a 2-1 win against Belgium but lost to Pakistan 5-2 and found themselves in a playoff for the semifinals against Spain. That game was won 1-0 after three periods of extra time, the Kiwis’ superior fitness making the difference.
The final against old friends and rivals Australia was 0-0 at halftime, but Ineson broke the deadlock when he scored from a penalty corner 28 minutes from the end. It was to be the only goal.
The New Zealanders defended their lead desperately in the closing stages, and none more valiantly than goalie Trevor Manning, who played the last 10 minutes with a smashed kneecap.

## Podium masculin
|                                    | Nouvelle-Zélande                    |
|                                    | Médaille d'or, Jeux olympiques      |
| Australie                          |                                     |
| Médaille d'argent, Jeux olympiques | Pakistan                            |
| Médaille d'argent, Jeux olympiques | Médaille de bronze, Jeux olympiques |

### Les médaillés
| Or | Argent | Bronze |
| Nouvelle-Zélande | Australie | Pakistan |
| Paul Ackerley Jeff Archibald Arthur Borren Alan Chesney John Christensen Greg Dayman Tony Ineson Barry Maister Selwyn Maister Trevor Manning Alan McIntyre Arthur Parkin Mohan Patel Ramesh Patel | David Bell Greg Browning Rick Charlesworth Ian Cooke Barry Dancer Douglas Golder Robert Haigh Wayne Hammond Jim Irvine Malcolm Poole Robert Proctor Graeme Reid Ronald Riley Trevor Smith Terry Walsh | Munawwaruz Zaman (en) Qamar Zia Shanaz Sheik Saleem Sherwani Iftikhar Syed Saleem Nazim Abdul Rashid Haneef Khan Samiullah Khan Arshad Mahmood Islahud Din Manzoor Hassan Manzoor Hussein Rasool Akhtar Arshad Ali Chaudry Mudassar Asghar |